# Boris Akunin

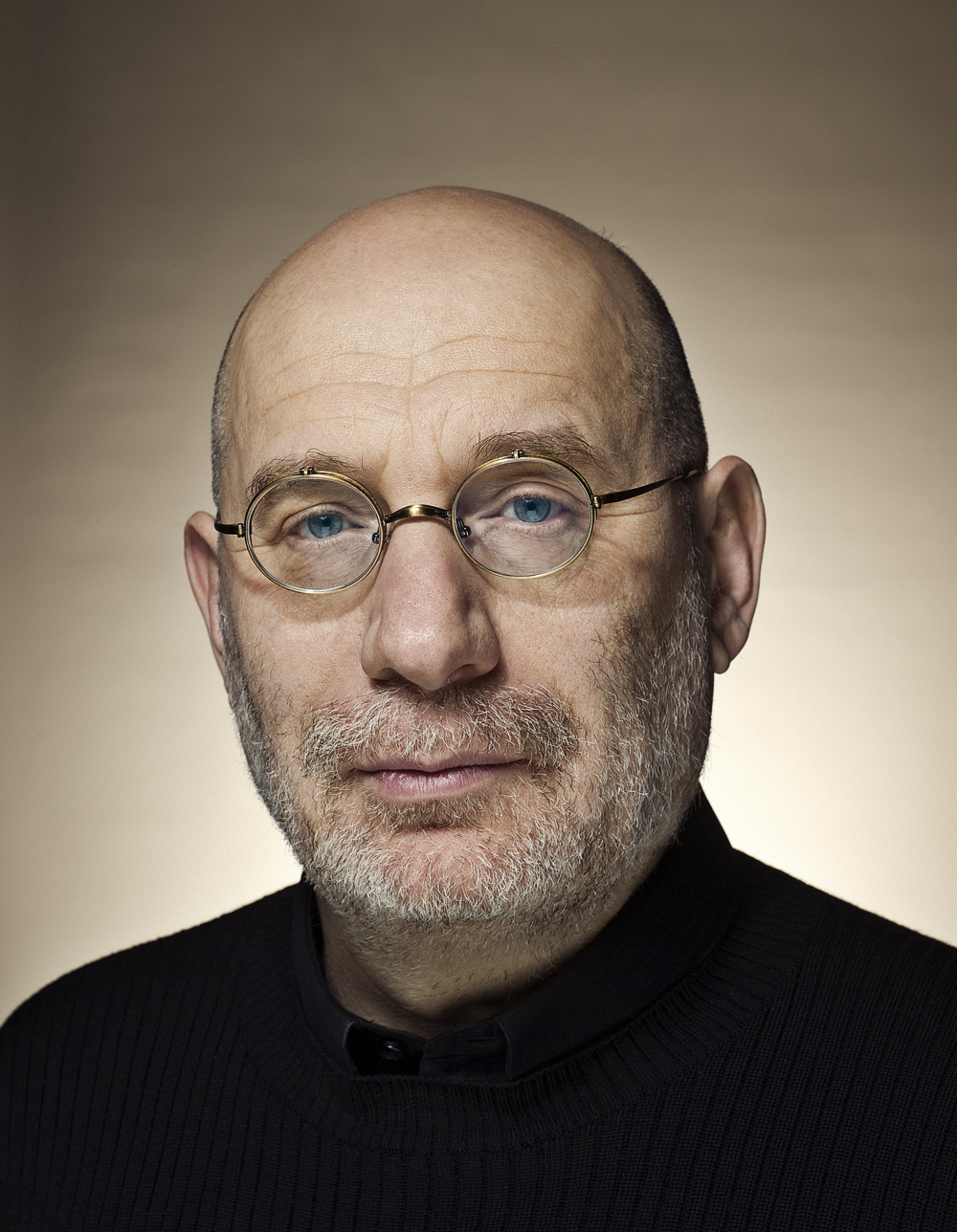
Boris Akunin im Jahr 2012

Boris Akunin (russisch Борис Акунин, bürgerlich: Grigori Schalwowitsch Tschchartischwili, georgisch გრიგოლ შალვას ძე ჩხარტიშვილი, russisch Григо́рий Ша́лвович Чхартишви́ли; * 20. Mai 1956 in Sestaponi) ist ein russischer Kriminalschriftsteller. Ende der 1990er Jahre wurde er in Russland zum populärsten Krimiautor.

## Leben
Grigori Tschchartischwilis Vater war ein Offizier der Sowjetarmee, seine Mutter Lehrerin. Die Familie verließ die Georgische Sozialistische Sowjetrepublik, als Tschchartischwili noch ein Kleinkind war, zog nach Kasachstan und schließlich nach Moskau. Dort studierte er an der Lomonossow-Universität Geschichte und Japanologie. 15 Jahre arbeitete er als Redakteur der Moskauer Fachzeitschrift Ausländische Literatur, die im Ausland erschienene Romane, Geschichten, Essays und Gedichte rezensierte. Tschchartischwili verfasste wissenschaftliche Artikel und übersetzte japanische Romane ins Russische.
1998 veröffentlichte er – jetzt als Boris Akunin – mit Fandorin (Originaltitel: Asasel) seinen ersten Kriminalroman. Er wurde in Russland ein Bestseller und in Frankreich mit dem Prix Mystère de la critique prämiert. Zur Kriminalliteratur fand er, weil seine Frau und seine Mutter gerne Kriminal-Groschenromane lasen, die damals an Zeitungskiosken verkauft wurden. Tschchartischwili entschloss sich, unter einem Pseudonym zu publizieren, weil es unter russischen Intellektuellen als anrüchig galt, Kriminalromane zu schreiben. Er wählte sein Pseudonym als Anspielung auf das japanische Wort akunin (悪人), das so viel wie böser Mensch bedeutet. Dies wurde im letzten Band der Fandorin-Reihe enthüllt. Das Pseudonym, das sich, wenn man den Vornamen abkürzt, auch B. Akunin liest, ist auch eine Anspielung auf den berühmten russischen Anarchisten Michail Bakunin. Tschchartischwili gab 1999 den Redakteursberuf auf und widmete sich ganz der Kriminalliteratur.
Die Reihe spielt im letzten Viertel des 19. Jahrhunderts, in der politisch relativ stabilen Ära des Zaren Alexander III. Die Hauptfigur „Erast Petrowitsch Fandorin“ ist eine Mischung aus Sherlock Holmes und James Bond. Fandorin ist ein sehr gebildeter, positiver Held, der in Treue zu seinen humanistischen Grundsätzen für Gerechtigkeit und Menschlichkeit kämpft, letztlich aber an korrupten Gegenspielern verzweifelt. Analogien auf das heutige Russland liegen auf der Hand. Die tiefe Sehnsucht nach Gerechtigkeit und Humanismus begründet wohl auch seinen sehr großen Erfolg in Russland.
Akunin hat nach Fandorin zwei neue Kriminalserien-Helden erfunden: Einen weiblichen, die Nonne Pelagia, und einen zeitgenössischen, den englischen Historiker Nicholas Fandorin, der der Enkel des berühmten Erast Fandorin ist und auf der Suche nach Spuren seiner Vorfahren nach Russland zurückkehrt.
Akunin lebt in London.
Am 14. Juli 2025 verurteilte ein Gericht in Moskau Akunin in Abwesenheit wegen angeblicher Terrorismusunterstützung zu 14 Jahren Haft. 
Akunin sagte 2024, das Verfahren interessiere ihn nicht. In Russland gebe es keine richtigen Gerichte mehr, und Meinungsfreiheit existiere nur noch beim Schlussplädoyer von Angeklagten.

## Politisches Engagement
Akunin wurde nach den Dumawahlen in Russland 2011 zu einem der Wortführer der Bewegung für faire Wahlen. Er kehrte vor der für den 10. Dezember 2011 angekündigten Großdemonstration auf dem Bolotnaja-Platz in Moskau aus Frankreich nach Russland zurück, wurde Mitglied im Organisationskomitee der Demo am 10. Dezember – und weiterer Kundgebungen – und trat als Redner vor mehr als hunderttausend Demonstranten für faire Wahlen auf.
Am 4. März 2012 fand in Russland die erste Präsidentschaftswahl statt, bei der der Präsident für sechs (statt vier) Jahre gewählt wurde. Putin erhielt angeblich 63,6 % der Stimmen. 
Als im Zusammenhang mit der Amtseinführung Putins am 6. Mai 2012 spontane Volksproteste in Moskau stattfanden, rief Akunin am 9. Mai 2012 zu einem „Kontroll-Spaziergang“ durch Moskau am Sonntag, den 13. Mai, auf. Damit sollte geklärt werden, ob die Bürger Moskaus das Recht hätten, – ohne politische Losungen und Plakate – durch ihre eigene Stadt zu spazieren. Der Aufruf zum Kontroll-Spaziergang von Schriftstellern wurde von den Schriftstellern, Poeten, Journalisten und Singer-Songwritern Boris Akunin, Dmitri Bykow, Leonid Sorin, Alexei Kortnew, Lew Rubinstein, Ljudmila Ulizkaja und anderen unterzeichnet.
Zum Spaziergang am 13. Mai versammelten sich unerwarteterweise mehr als 10.000 Demonstranten.
Akunin sprach sich deutlich gegen die russische Annexion der Krim im März 2014 aus. Ab April 2014 wurde er als angeblicher Volksfeind denunziert. Die Hetze geschah sowohl mit überdimensionierten Plakaten in Moskau als auch in langen Fernsehsendungen zu Personen, die die offizielle Dämonisierung der Ukraine nicht teilten ("13 Freunde der Junta"). Er verließ daraufhin Russland und ging ins Exil nach London. Im Jahr 2016 äußerte er, dass er die aktuellen politischen Machthaber in Russland als Feinde ansehe, weil sie sein Heimatland in den Untergang führen würden. Zwischen 2011 und 2013 habe er sich im Glauben an eine russische Zivilgesellschaft gesellschaftlich engagiert. Aber die Entscheidungen Putins könne man nicht rückgängig machen, womit Russland isoliert und zu einem Regieren Putins auf Lebenszeit verdammt sei. „Dies ist jetzt ein völlig anderer Staat“.
2022 erwartete er wegen seiner Kritik am russischen Überfall auf die Ukraine das komplette Verbot seines Werks. 
Seine Bücher wurden im selben Jahr aus dem Angebot russischer Buchhandlungen genommen und aus den Katalogen von Bibliotheken entfernt. 
Akunin nannte Präsident Putin in einem Twitter-Post einen „psychisch gestörten Diktator“.
Am 12. Januar 2024 erklärte die russische Regierung den weiter im Exil lebenden Akunin zum „ausländischen Agenten“, nachdem er sich während eines Anrufs der Prankster Wowan und Lexus vom 13. Dezember 2023, die sich als „ehemaliger Kulturminister der Ukraine Alexander Tkatschenko“ ausgaben, bereit erklärt hatte, Kiew zu helfen und auch den Ausspruch „ein guter Russe ist ein toter Russe“ nicht verurteilte.

## Werke

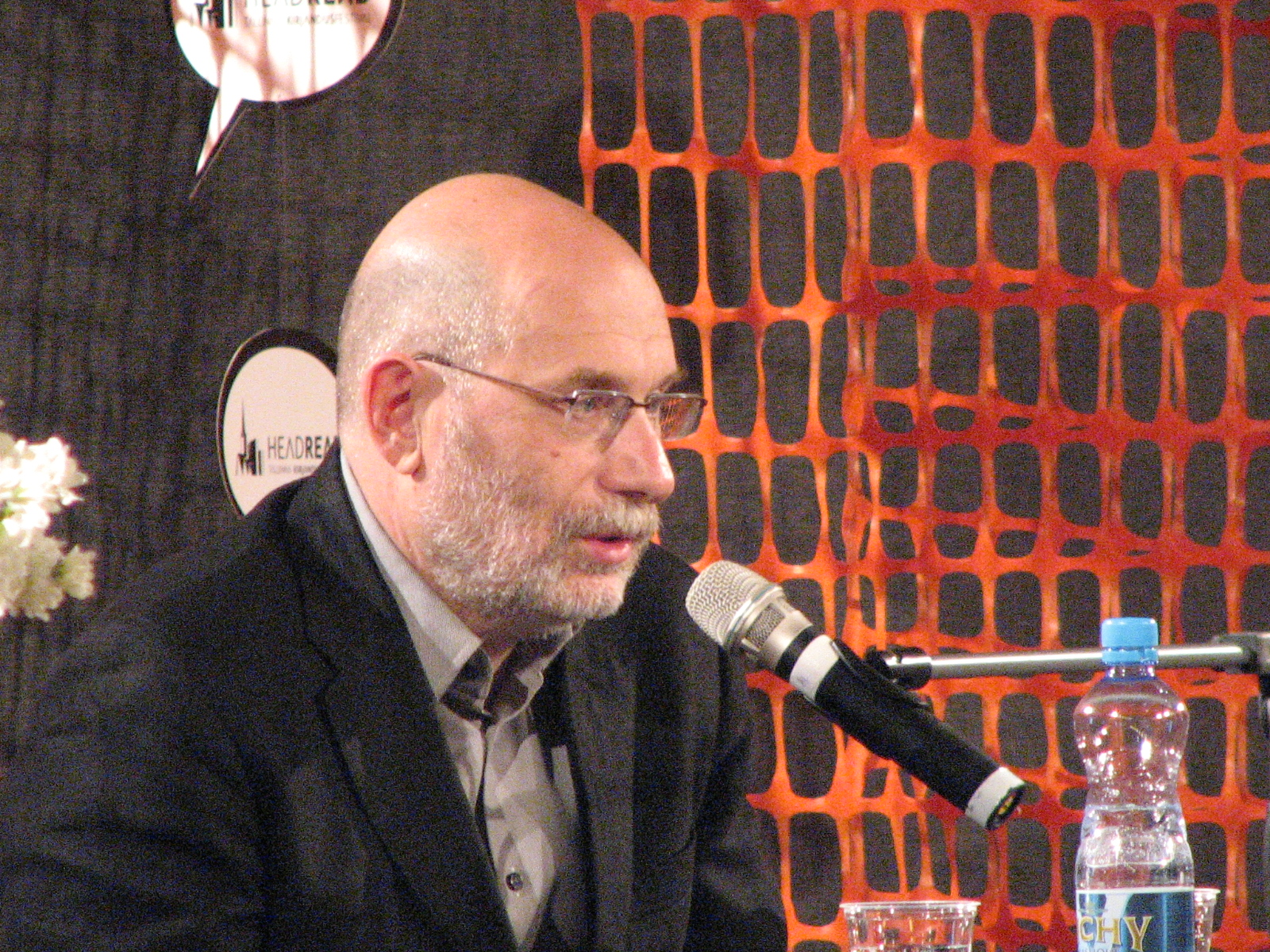
Akunin bei einer Lesung im Jahr 2011

- Boris Akunin/Grigori Tschchartischwili Schöner als der Tod – Friedhofsgeschichten Goldmann Verlag, August 2007 (ISBN 978-3-442-31160-6)

### Serie Fandorin
1. Азазель (1876) Fandorin. Aufbau Taschenbuch, Berlin 2001 (ISBN 3-7466-1760-X)
2. Турецкий гамбит (1877) Türkisches Gambit. Fandorin ermittelt. Aufbau Taschenbuch, Berlin 2001 (ISBN 3-7466-1761-8)
3. Левиафан (1878) Mord auf der Leviathan. Fandorin ermittelt. Aufbau Taschenbuch, Berlin 2002 (ISBN 3-7466-1762-6)
4. Смерть Ахиллеса (1882) Der Tod des Achill. Fandorin ermittelt. Aufbau Taschenbuch, Berlin 2002 (ISBN 3-7466-1763-4)
5. Пиковый валет (1886) Russisches Poker. Fandorin ermittelt. Aufbau Taschenbuch, Berlin 2003 (ISBN 3-7466-1764-2)
6. Декоратор (1889) Die Schönheit der toten Mädchen. Fandorin ermittelt. Aufbau, Berlin 2003 (ISBN 3-7466-1765-0) In Russland erschienen Russisches Poker und Die Schönheit der toten Mädchen in einem Band mit dem Titel Особые поручения (buchst. dt. Übersetzung: Besondere Aufträge). In Deutsch wurden die beiden Erzählungen getrennt veröffentlicht.
7. Статский советник (1891) Der Tote im Salonwagen. Fandorin ermittelt. Aufbau Taschenbuch, Berlin 2004 (ISBN 3-7466-1766-9)
8. Коронация, или Последний из Романов (1896) Die Entführung des Großfürsten. Fandorin ermittelt. Aufbau Taschenbuch, Berlin 2004 (ISBN 3-7466-1767-7)
9. Любовница смерти (1900) Der Magier von Moskau. Fandorin ermittelt. Aufbau Taschenbuch, Berlin 2005 (ISBN 3-7466-1768-5)
10. Любовник смерти (1900) Die Liebhaber des Todes. Fandorin ermittelt. Aufbau Taschenbuch, Berlin 2005 (ISBN 3-7466-1769-3)
11. Алмазная колесница (1878, 1905) Die diamantene Kutsche. Fandorin ermittelt. Aufbau Taschenbuch, Berlin 2006 (ISBN 3-7466-2270-0)
12. Нефритовые чётки (1881—1900) Das Geheimnis der Jadekette. Fandorin ermittelt. Aufbau Taschenbuch, Berlin 2008 (ISBN 3-7466-2421-5) sowie Das Halsband des Leoparden. Fandorin ermittelt. Aufbau Taschenbuch, Berlin 2009 (ISBN 3-7466-2472-X) (das Buch wurde für den deutschen Markt auf zwei Bücher aufgeteilt).
13. Инь и Ян (1882) – (deutsch buchstäblich: "Yin und Yang") experimentelles Theaterstück in zwei Varianten, nicht auf Deutsch erschienen.
14. Весь мир театр (1911) Die Moskauer Diva. Fandorin ermittelt. Aufbau Taschenbuch, Berlin 2011 (ISBN 3-7466-2698-6)
15. Черный город (1914) Schwarze Stadt
16. Планета Вода (1902—1912) Planet Wasser
17. Не прощаюсь (1917–1918) Kein Lebewohl

### Serie Schwester Pelagia
1. Пелагия и белый бульдог Pelagia und die weißen Hunde Goldmann Verlag, Oktober 2003 (ISBN 3-442-45479-4)
2. Пелагия и черный монах Pelagia und der schwarze Mönch Goldmann Verlag, März 2004 (ISBN 3-442-45500-6)
3. Пелагия и красный петух Pelagia und der Rote Hahn Goldmann Verlag, Oktober 2004 (ISBN 3-442-45501-4)

### Serie Nicholas Fandorin (Enkel von Erast Fandorin)
1. Алтын-толобас Die Bibliothek des Zaren Goldmann Verlag, März 2005 (ISBN 3-442-45802-1)
2. Внеклассное чтение Der Favorit der Zarin Goldmann Verlag, September 2006 (ISBN 3-442-45803-X)
3. Ф.М. F.M.
4. Сокол и Ласточка Der Falke und die Schwalbe

### Serie Der Tod der Brüderlichkeit
1. Младенец и чёрт (1914) Das Baby und der Teufel
2. Мука разбитого сердца (1914) Das Leiden ein gebrochenes Herz
3. Летающий слон (1915) Fliegende Elefant
4. Дети Луны (1915) Mond Kinder
5. Странный человек (1916) Ungerade der Mensch
6. Гром победы, раздавайся! (1916) Siegesdonner, erklinge!
7. "Мария, Мария... (1916) "Maria", Maria...
8. Ничего святого (1916) Nichts heilig
9. Операция "Транзит" (1917) Operation "Transit"
10. Батальон ангелов (1917) Ein Bataillon der Engel

## Diskographie
- Boris Akunin, Johannes Steck: Fandorin: Lesung mit Musik. AUDIOBUCH Verlag, Freiburg i. Br. 2004 (ISBN 3-89964-066-7)
- Boris Akunin, Johannes Steck: Der Tote im Salonwagen: Gekürzte Lesung. AUDIOBUCH Verlag, Freiburg i. Br. 2004 (ISBN 3-89964-079-9)
- Boris Akunin, Johannes Steck: Mord auf der Leviathan: Lesung mit Musik. AUDIOBUCH Verlag, Freiburg i. Br. 2005 (ISBN 3-89964-107-8)
- Boris Akunin, Johannes Steck: Türkisches Gambit: Lesung mit Musik. AUDIOBUCH Verlag, Freiburg i. Br. 2005 (ISBN 3-89964-106-X)
- Boris Akunin, Johannes Steck: Russisches Poker: Lesung mit Musik. AUDIOBUCH Verlag, Freiburg i. Br. 2005 (ISBN 3-89964-127-2)
- Boris Akunin, Knut Müller: Der Magier von Moskau: Fandorin ermittelt. RADIOROPA Hörbuch 2008 (ISBN 3-8368-0304-6; ISBN 978-3-8368-0304-5)
- Boris Akunin, Knut Müller: Die Liebhaber des Todes: Fandorin ermittelt. RADIOROPA Hörbuch 2008 (ISBN 3-8368-0303-8, ISBN 978-3-8368-0303-8)
- Boris Akunin, Knut Müller: Das Geheimnis der Jadekette: Fandorin ermittelt. RADIOROPA Hörbuch 2009 (ISBN 3-8368-0305-4, ISBN 978-3-8368-0305-2)

## Verfilmungen
- Türkisches Gambit: 1877 – Die Schlacht am Bosporus unter Regisseur Dschanik Fajsijew mit Egor Beroev in der Rolle des Erast Fandorin.[11]

## Auszeichnungen
- 2002: Prix Mystère de la critique für Fandorin
- 2004: Finnischer Krimipreis für die Erast-Fandorin-Reihe